# Jean Noret
Jean Noret, né le 18 novembre 1909 à La Chapelle-Gauthier en Seine-et-Marne, et mort le 11 novembre 1990 dans le 18e arrondissement de Paris, est un coureur cycliste français. Professionnel de 1933 à 1939, il a remporté sa principale victoire en 1934 en s'imposant sur la course Bordeaux-Paris, lors de laquelle il établit le record de l'épreuve, en parcourant les 600 km à une vitesse moyenne de 47,075 km/h. Ce record, jamais égalé lors des éditions suivantes, est établi en suivant une moto, comme le règlement l'autorisait à l'époque.

## Palmarès
- 1929
  - 3e de Paris-Sens
- 1930
  - Championnat de Paris amateurs
  - Paris-Cayeux
  - Angers-Nantes-Angers
  - 3e de Paris-Chauny
  - 3e du championnat de France sur route amateurs
- 1931
  -  Champion de France des sociétés
  - Paris-Chauny
  - 3e du championnat de France militaires sur route
  - 3e du Critérium des Comingmen
- 1932
  -  Champion de France des sociétés
  - Critérium des Comingmen
  - 2e de Paris-Chauny
- 1933
  - Paris-L'Aigle
- 1934
  - Paris-Caen
  - Bordeaux-Paris
- 1935
  - 2e de Paris-Caen
- 1937
  - 3e du Derby de Saint-Germain